# Groot-Malmö

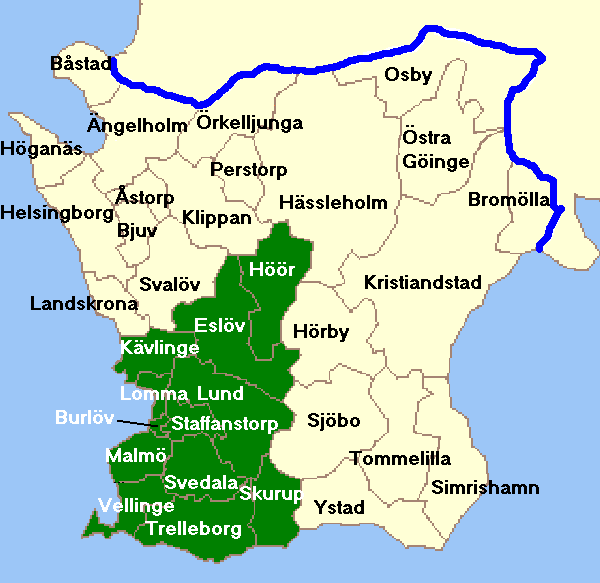
Groot-Malmö omvat het groene gedeelte op de kaart.

Groot-Malmö (Zweeds: Stor-Malmö) is een stadsregio in het zuiden van Zweden, en maakt deel uit van de transnationale Sontregio. Volgens het Zweedse bureau voor statistiek omvat de regio 12 gemeentes. De grootste steden in het gebied zijn Malmö, Lund en Trelleborg. De gehele regio heeft ongeveer 614.000 inwoners en is de op twee na grootste stadsregio van Zweden (na Groot-Stockholm en Groot-Göteborg).

## Gemeenten
Deze gemeenten behoren tot Groot-Malmö en staan van groot naar klein qua inwoneraantal:
| Nr. | Gemeente     | Oppervlakte | Inwoneraantal |
| --- | ------------ | ----------- | ------------- |
| 1   | Malmö        | 156 km²     | 276 244       |
| 2   | Lund         | 430 km²     | 103 286       |
| 3   | Trelleborg   | 342 km²     | 40 320        |
| 4   | Vellinge     | 143 km²     | 32 270        |
| 5   | Eslöv        | 422 km²     | 30 437        |
| 6   | Kävlinge     | 154 km²     | 27 369        |
| 7   | Staffanstorp | 108 km²     | 20 840        |
| 8   | Lomma        | 56 km²      | 19 434        |
| 9   | Svedala      | 219 km²     | 18 988        |
| 10  | Burlöv       | 19 km²      | 15 662        |
| 11  | Höör         | 293 km²     | 14 777        |
| 12  | Skurup       | 195 km²     | 14 703        |